# Ana Gloria Moya
Ana Gloria Moya (San Miguel de Tucumán, 1 de junio de 1954 - Buenos Aires, 7 de octubre de 2013) fue una escritora, y novelista argentina que ha logrado reconocimiento nacional e internacional.
Su novela Cielo de tambores (Heaven of Drums) ganó el galardón internacional Premio Sor Juana Inés de la Cruz en 2002. Se trata de una novela histórica basada en la vida del Dr. Manuel Belgrano con dos personajes marginales de la sociedad.
Nacida en Tucumán, Moya trabajó como abogada en la provincia de Salta.

## Algunas publicaciones

### Libros
- Sangre tan caliente - y otras pasiones (1997) - cuentos
- La desmemoria (1999) Salta: Ediciones del Robledal, ISBN 9879364112 - cuentos
- Cielo de tambores (2002) - tr. Nick Hill, Sky of Drums, Curbstone Press (paperback 2006), ISBN 1931896259 - novela
- Semillas de papaya a la luz de la luna (2008) - novela